# Aedes juppi
Aedes juppi är en tvåvingeart som beskrevs av Mcintosh 1973. Aedes juppi ingår i släktet Aedes och familjen stickmyggor. Inga underarter finns listade i Catalogue of Life.